# Штерн, Лина Соломоновна
Ли́на Соломо́новна Штерн (при рождении Ли́бе-Ле́я Шо́ломовна Штерн; 14 (26) июля 1875, Вилиямполе (Слободка), Ковенский уезд, Ковенская губерния — 7 марта 1968, Москва) — швейцарский, затем советский биохимик и физиолог, автор фундаментальных исследований в области клеточного дыхания (1910), создатель концепции гематоэнцефалического барьера (1918).
Первая женщина — действительный член АН СССР (1939), академик АМН СССР с момента её образования (1944). Лауреат Сталинской премии второй степени (1943).

## Биография
Родилась 14 июля (по старому стилю) 1875 года в Слободке (впоследствии Вилиямполе — один из районов Каунаса), была старшим ребёнком в многодетной еврейской семье. Её отец Шолом Мовше-Ицикович Штерн (1852—?) был занят в зерноторговле, мать — Гинде Мовшевна Штерн (1855—?) — была домохозяйкой; родители происходили из Яново Ковенской губернии. К 1886 году семья уже жила в Либаве Курляндской губернии. Получила образование в Женевском университете (Швейцария), ученица Жана-Луи Прево. В 1918 году получила в Женевском университете звание экстраординарного профессора (первая женщина — профессор этого университета).
В 1925 году возвратилась в уже Советскую Россию (СССР), в 1925—1948 годах — профессор 2-го ММИ имени Н. И. Пирогова, директор института физиологии АН СССР. По мнению Н. Ф. Гамалеи, особую заслугу Штерн составляет разработанный ею метод борьбы с шоком.
Совместно с Г. Я. Хволесом в 1933 году экспериментально показала, что интрацистернальное и интравентрикулярное введение солей калия вызывало у подопытных животных последовательность реакций, включающих повышенную мышечную активность, стимуляцию дыхания, повышение кровяного давления и брадикардию. На основе этих экспериментов в 1942 году, в условиях военного времени, предложила интрацистернальные инъекции фосфата калия для стимуляции симпатической нервной системы в целях поддержания кровяного давления и других физиологических функций при посттравматическом шоке (т. н. «метод Штерн»). Исследования этой методики были продолжены в военно-полевых условиях Е. М. Берковичем (1944) и другими исследователями экспериментально, но распространения она не получила.
Член ВКП(б) с 1938 года. Была членом президиума Еврейского антифашистского комитета, в 1949 году арестована по «делу ЕАК». В июле 1952 года была единственной из обвиняемых, приговорённой к трём с половиной годам тюрьмы с последующими 5 годами ссылки (остальные обвиняемые были расстреляны). Находилась в ссылке в Джамбуле. В 1953 году по амнистии ей разрешили вернуться в Москву, хотя формально реабилитирована она была только в ноябре 1958 года. 1 сентября 1953 года была восстановлена в звании академика. В 1954—1968 годах возглавляла отдел физиологии в ИБФАН.

## Семья
Двоюродная сестра — советский педагог Нина Исааковна Стриевская (1897 — после 1969), ближайшая сподвижница Н. К. Крупской, заместитель директора Института красной профессуры, директор ЛГПИ имени А. И. Герцена (с шестилетнего возраста воспитывалась в семье родителей Л. С. Штерн, арестована в 1937 году, провела в заключении в Ныроблаге и ссылке в Норильске 17 лет), жена кадрового военного Александра Константиновича Стриевского (1890—1938, расстрелян, брат К. К. Стриевского).
Внучатый племянник (внук младшей сестры Ханы, впоследствии Анны) — пианист Дмитрий Башкиров.

## Награды и премии
- Сталинская премия II степени (22 марта 1943) — за работы о гемато-энцефалическом барьере
- орден Трудового Красного Знамени (30 марта 1944)
- орден Красной Звезды
- медали

## Публикации
- Die Katalase (1910, вместе с Ф. Баттелли)
- Über den Mechanismus der Oxydationsvorgänge im Tierorganismus (1914)
- Дыхательные ферменты (книга под редакцией К. Оппенгеймера и Р. Куна «Ферменты. Руководство по химическим, физическим и биологическим ферментам», перевод с немецкого), (М.—Л. 1932)
- Гемато-энцефалический барьер (совместно с др. авторами), (М.—Л., 1935)
- Непосредственная питательная среда органов и тканей, физиологические механизмы, определяющие её состав и свойства. Избранные труды (М., 1960).